# 情人橋
情人橋（英語：Tamsui Lover's Bridge）位於台灣新北市淡水區，是淡水漁人碼頭的行人跨港大橋。在2003年2月14日情人節當天正式啟用，由前中華民國總統陳水扁命名為情人橋。橋體為一座白色的斜張橋，總長約196公尺，步行通過須時約3分鐘，在橋上可欣賞著名的淡水夕陽景色。

## 相片集

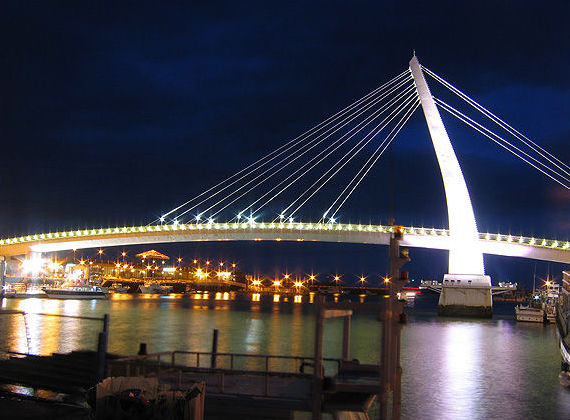
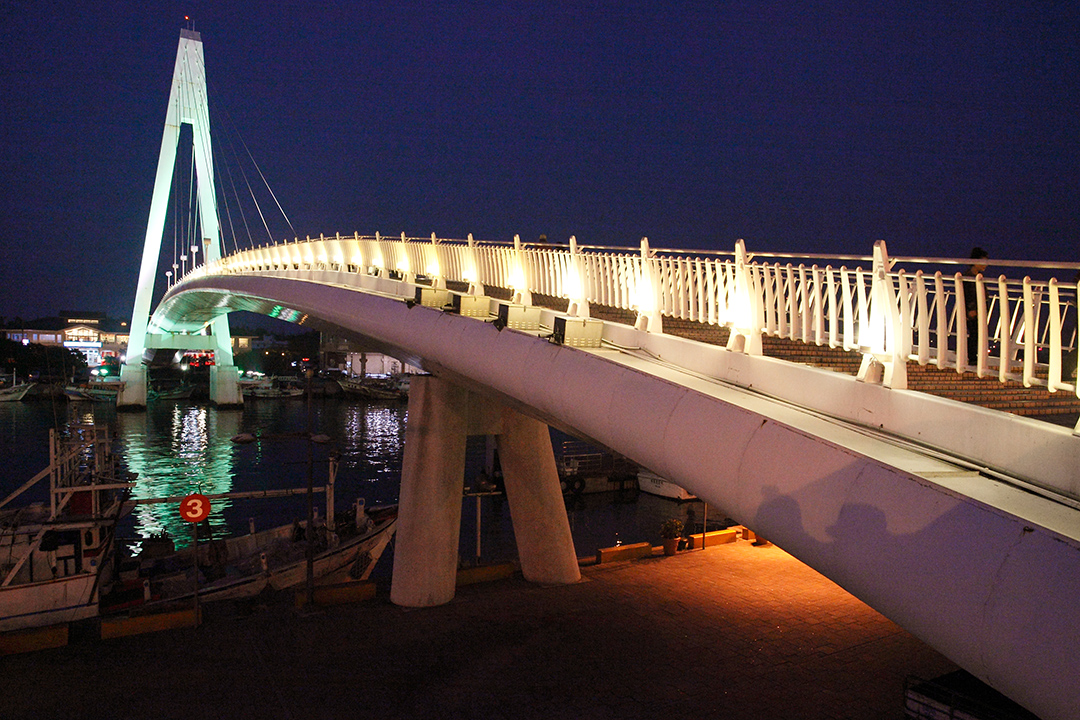
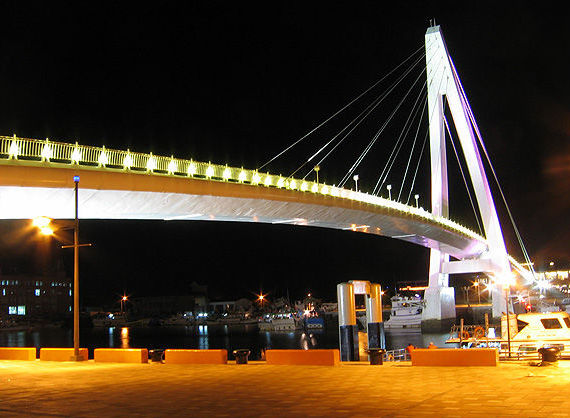
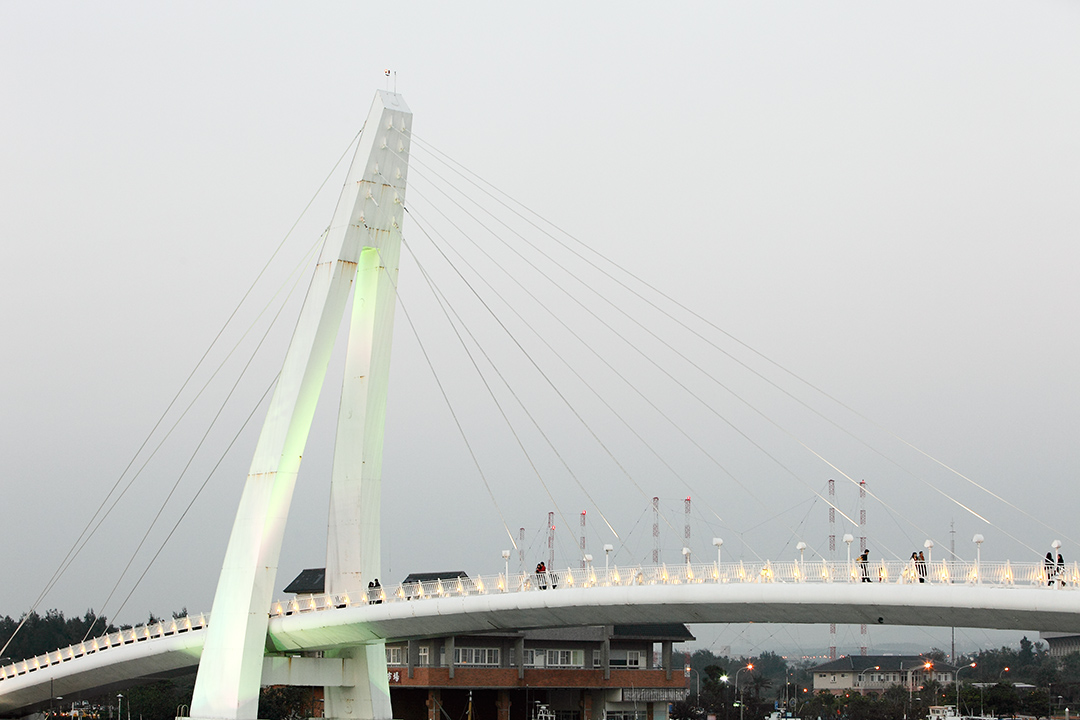
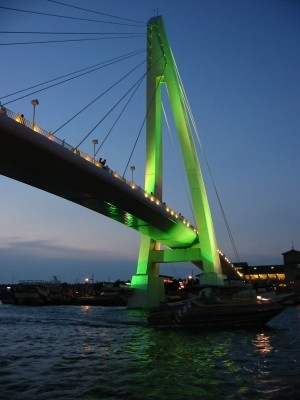
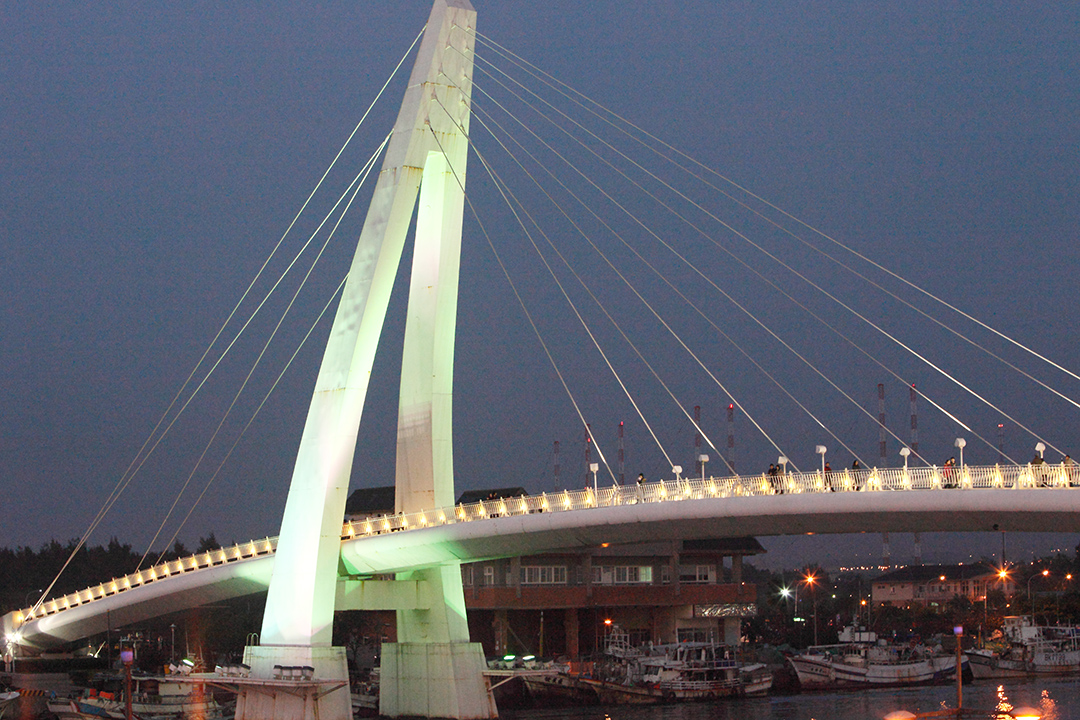
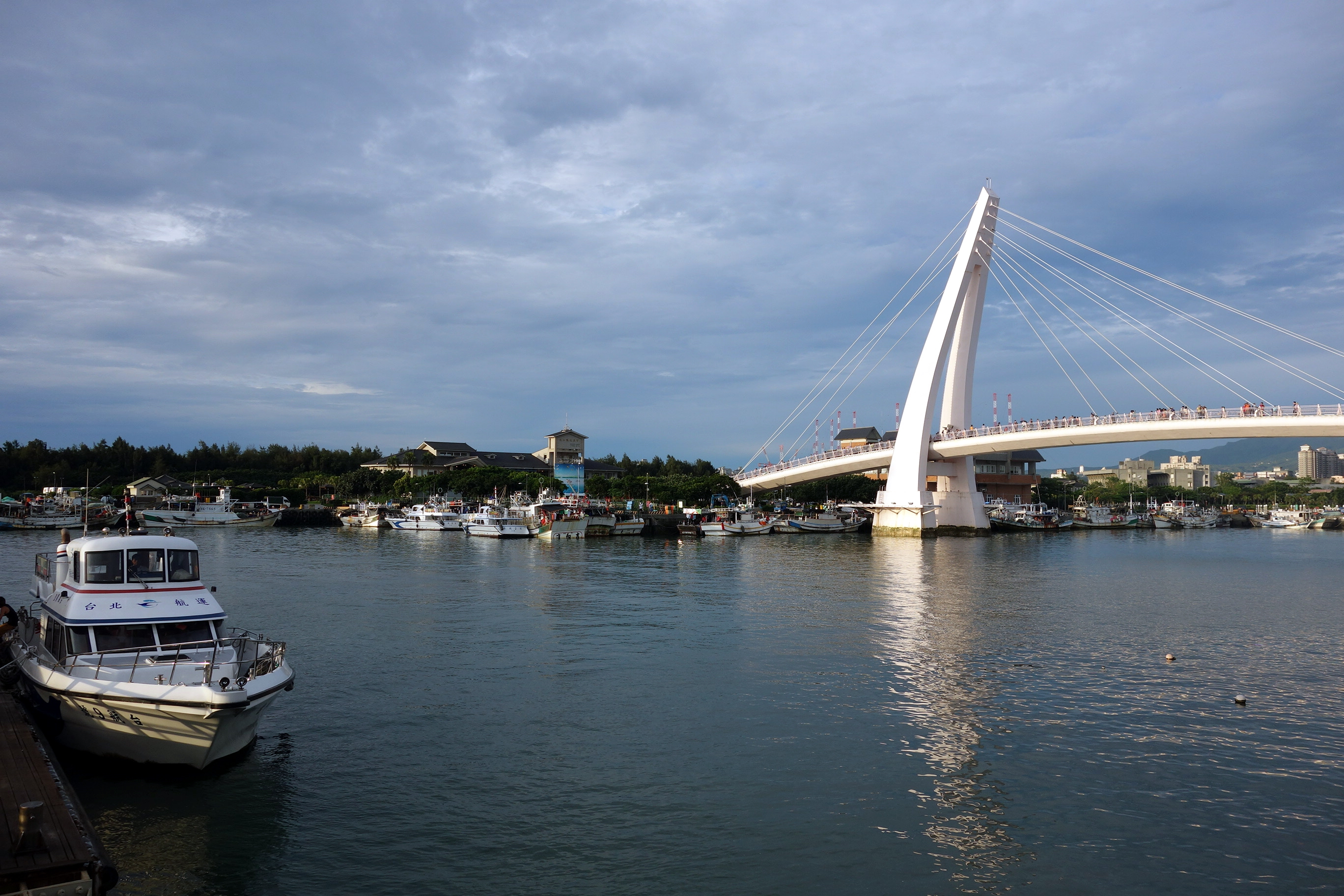
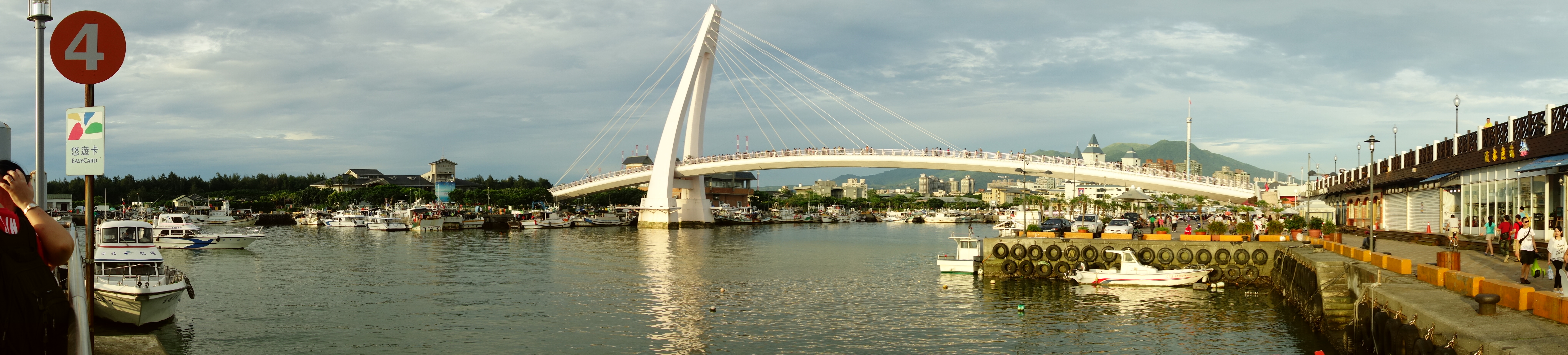
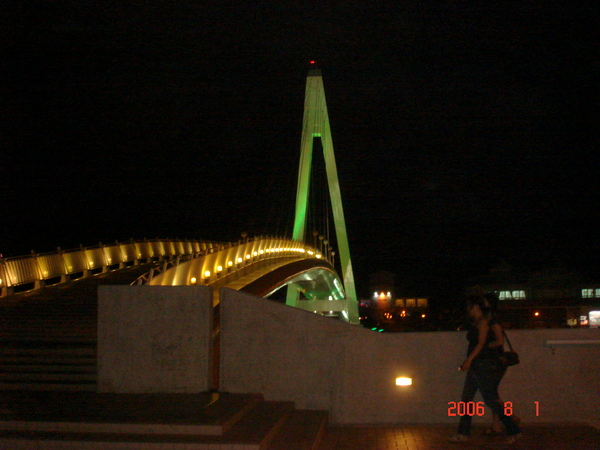
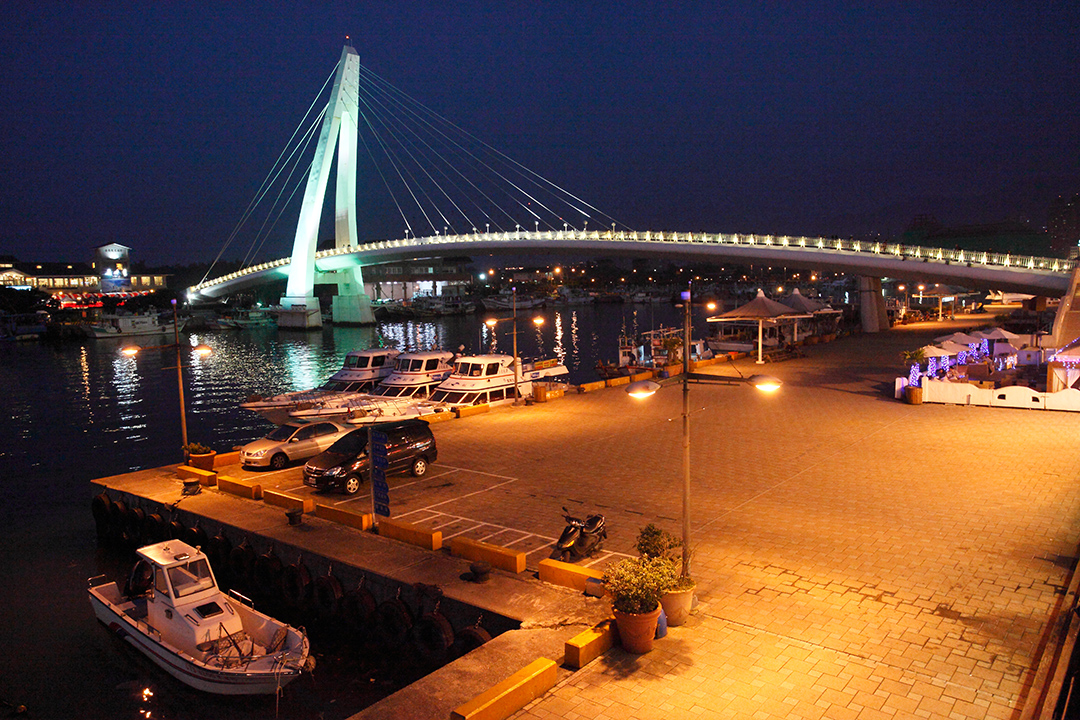
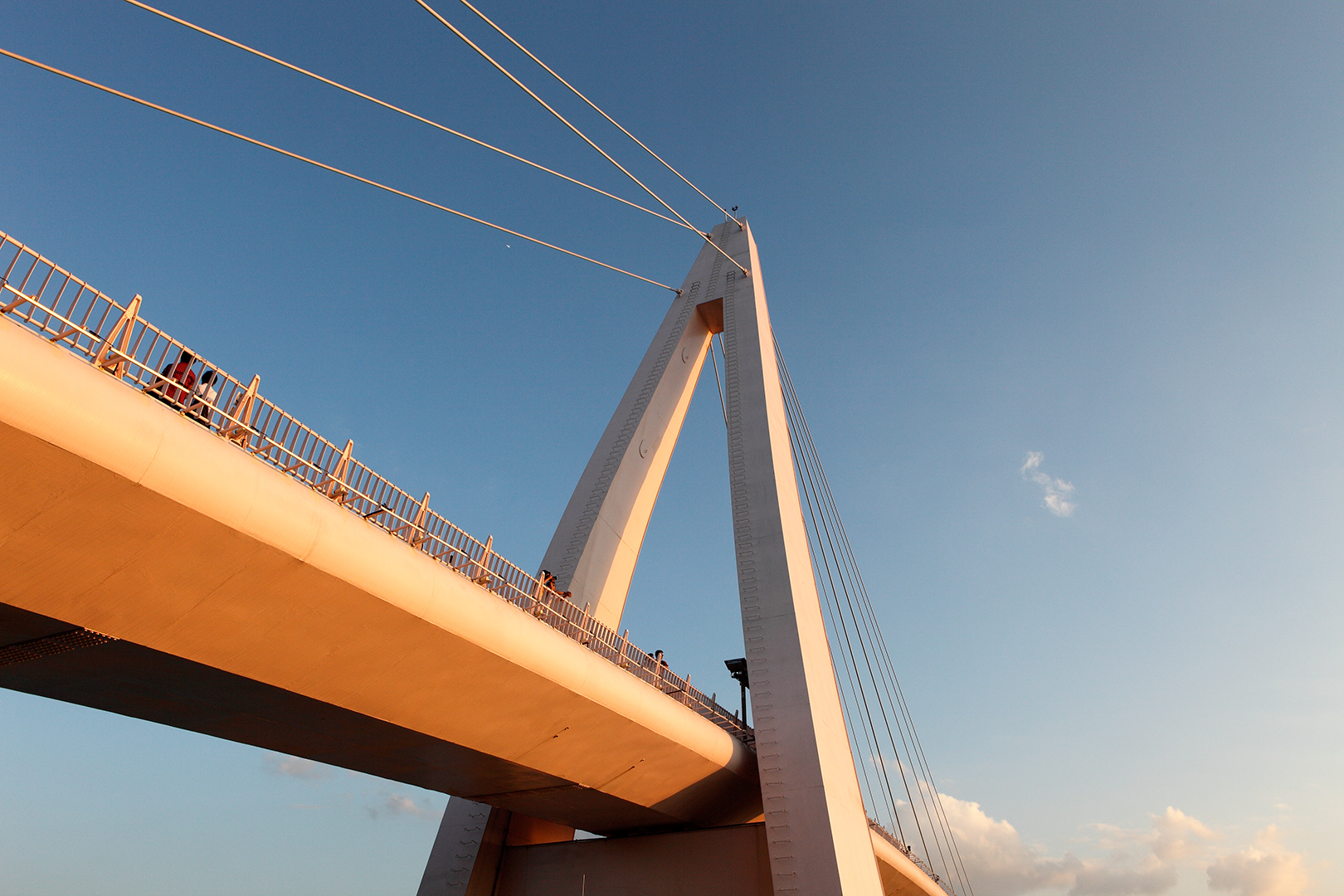
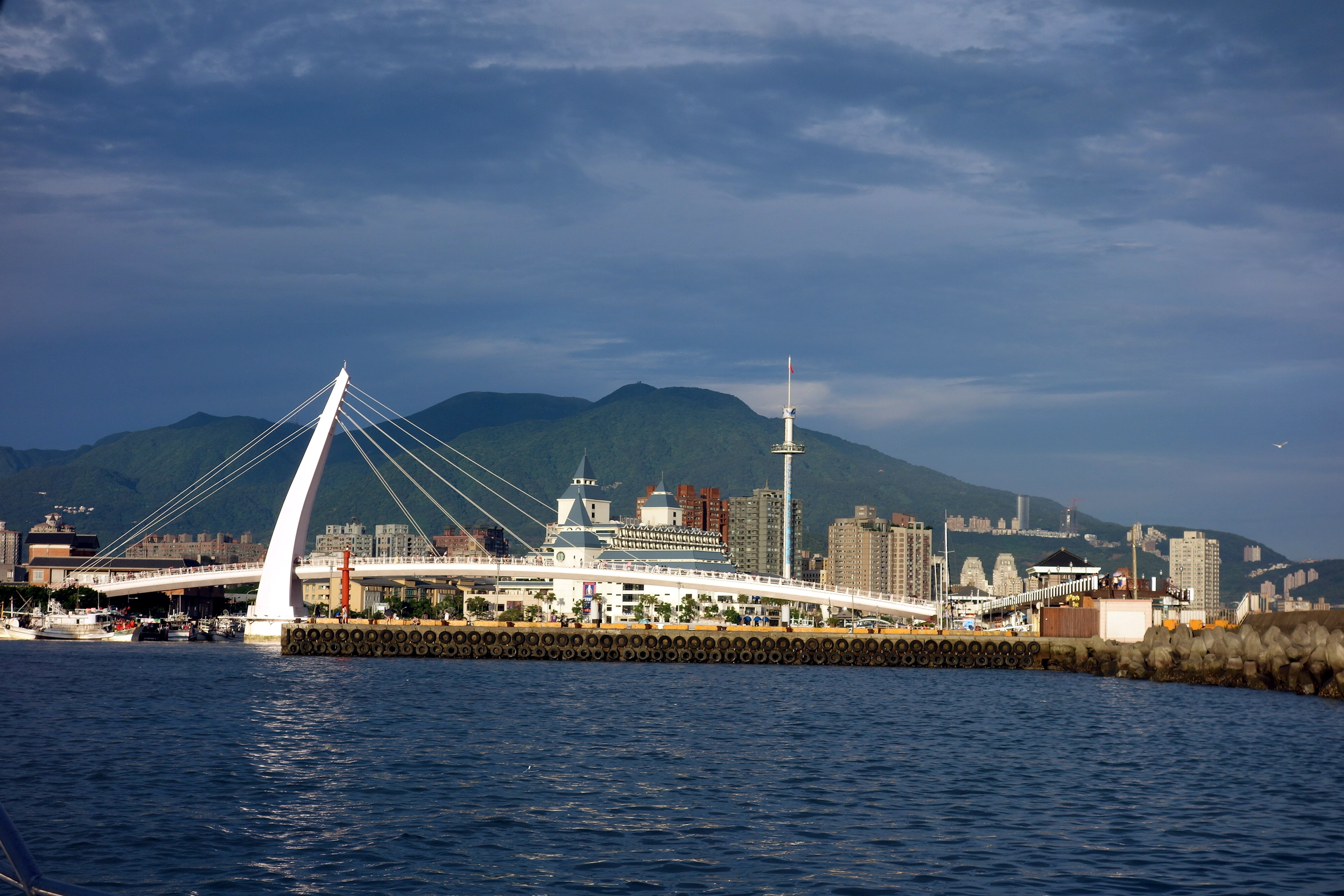
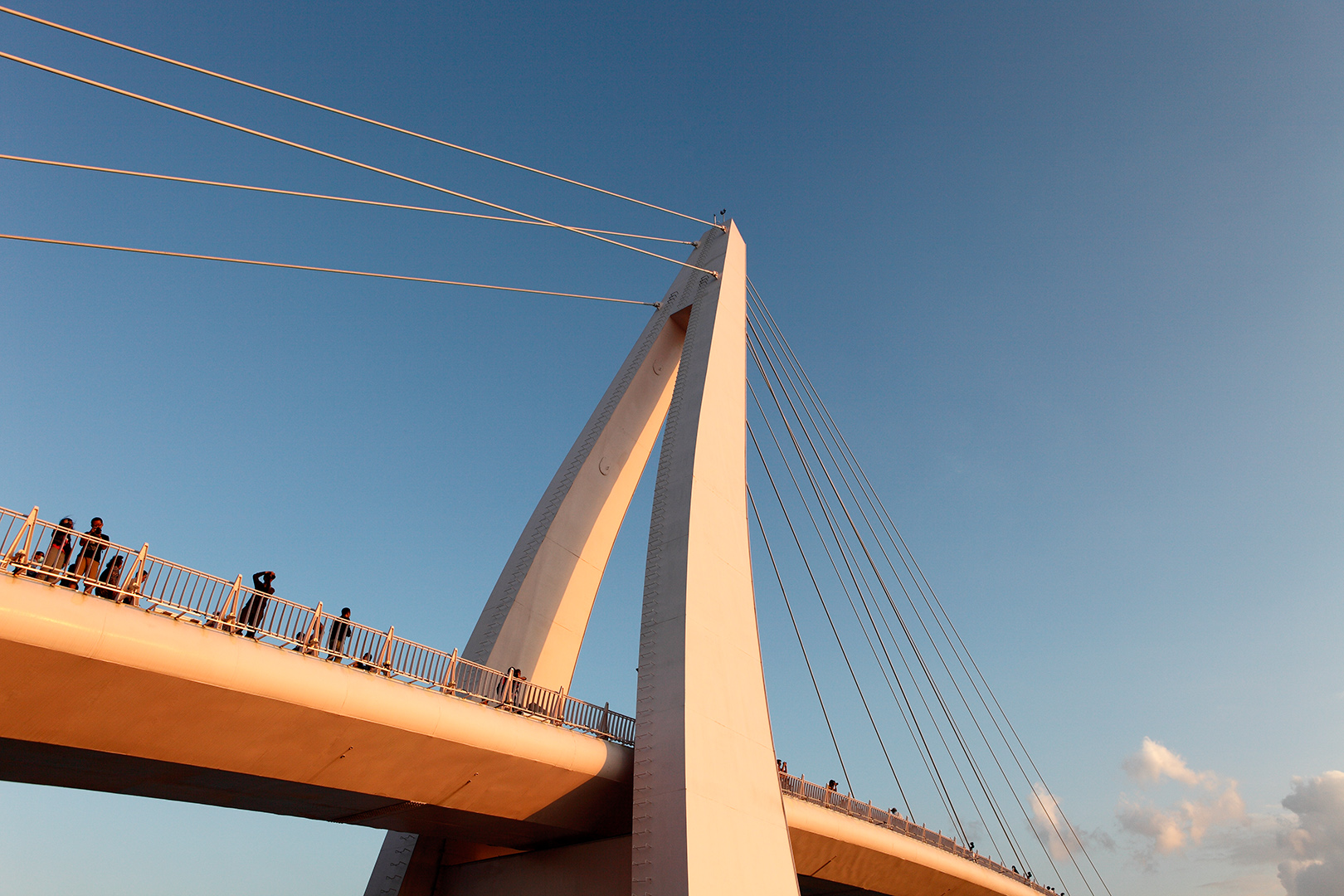
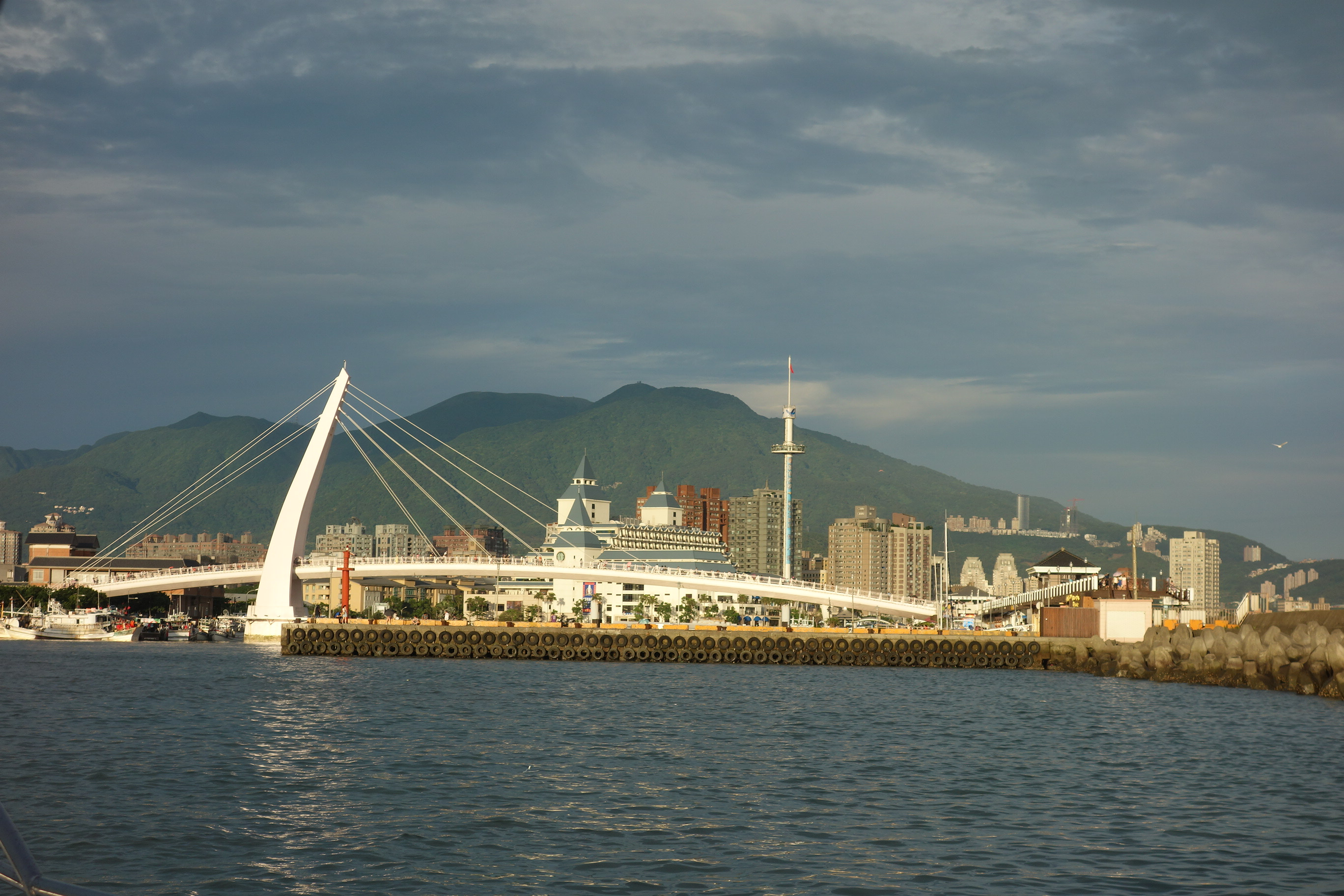
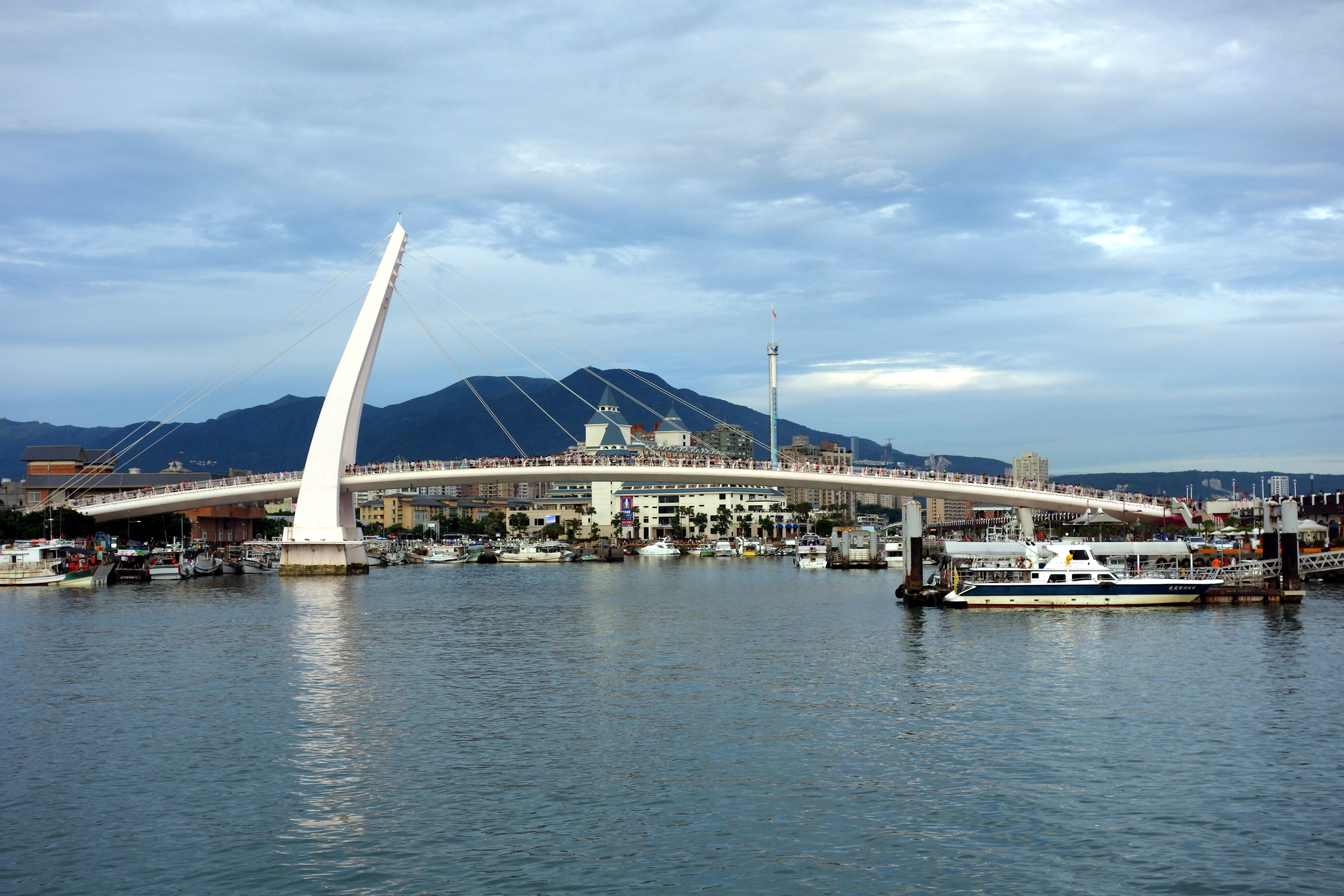
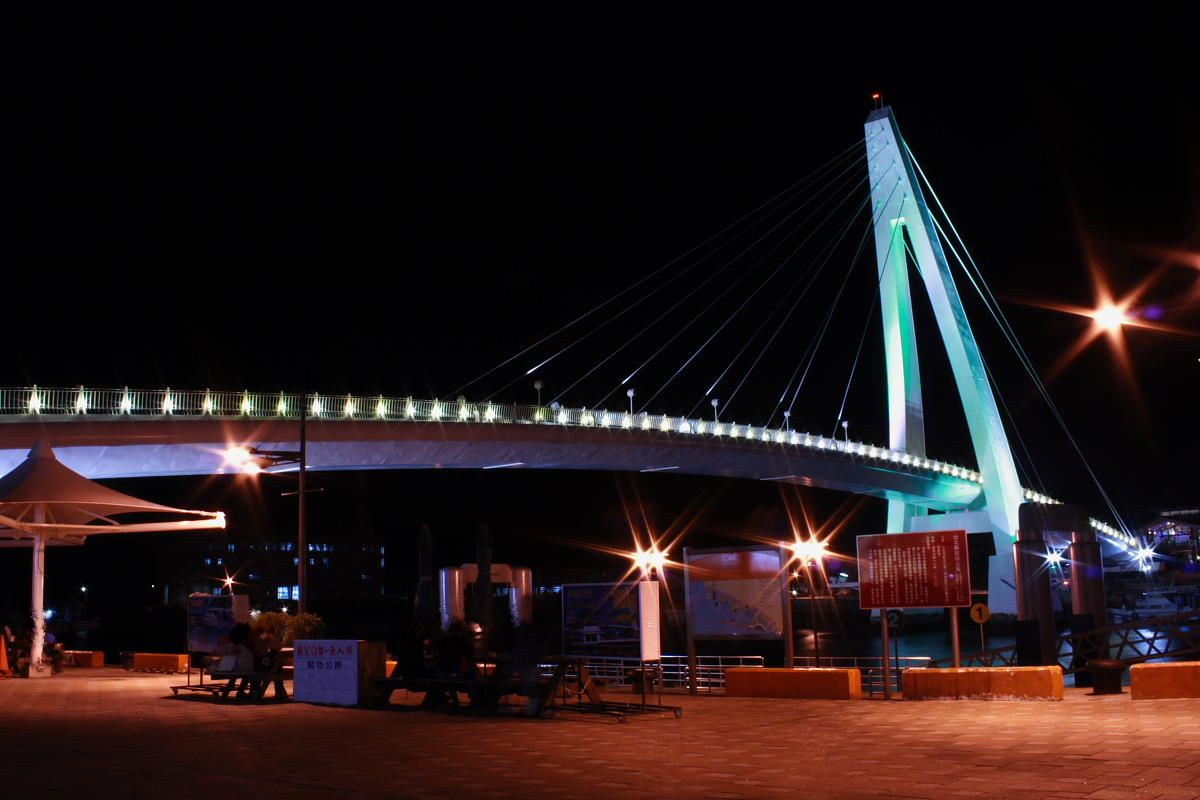
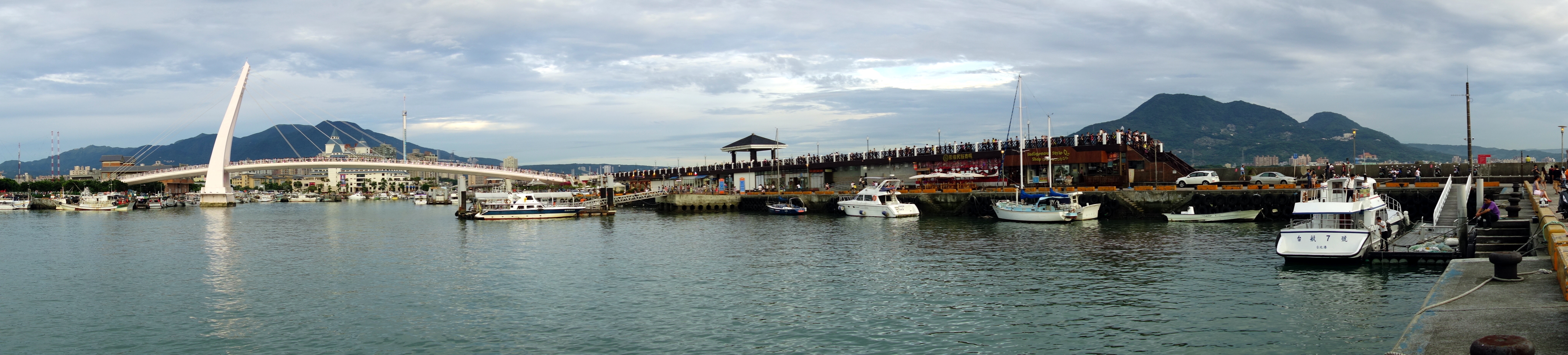
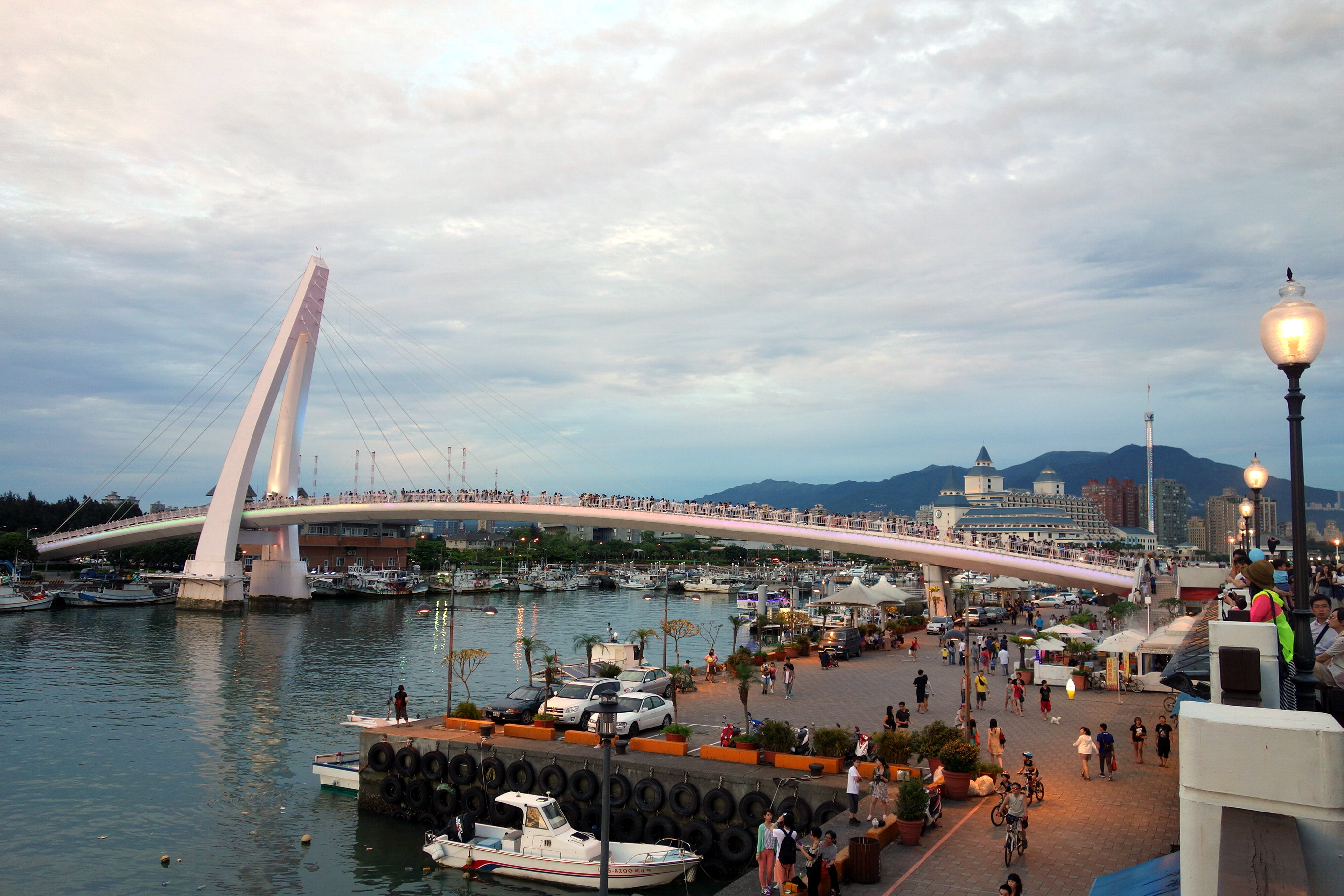
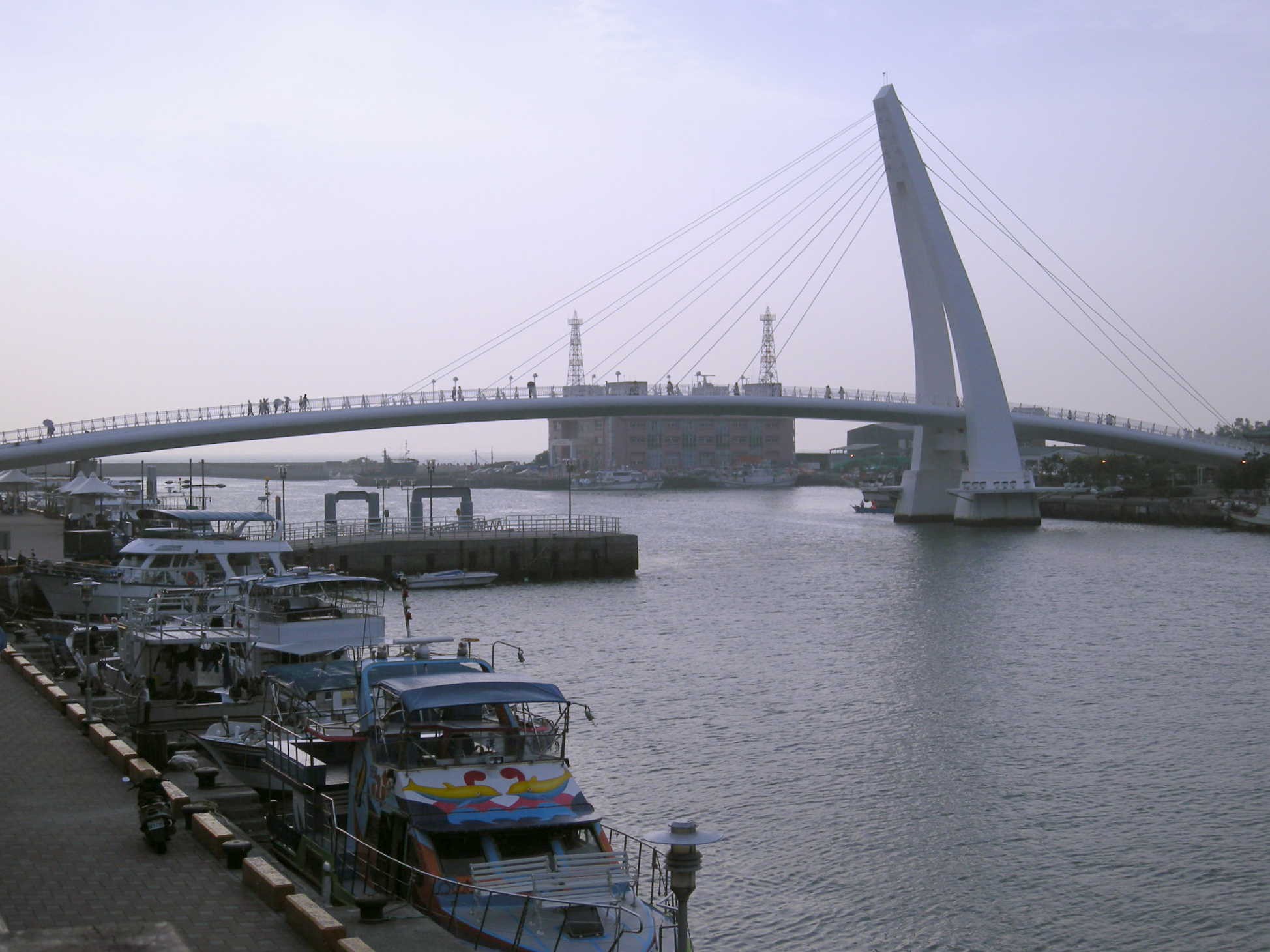

## 周邊景點
- 淡水漁人碼頭
- 福容大飯店(淡水漁人碼頭)
- 麗寶漁人碼頭廣場
- 輕軌淡水漁人碼頭站